# September – Alles hat seine Zeit
September – Alles hat seine Zeit (Originaltitel: September – Ψάχνοντας μια θέση στη ζωή των άλλων) ist ein griechisches Filmdrama der Regisseurin Penny Panayotopoulou aus dem Jahr 2013.
Der Film thematisiert Einsamkeit.

## Handlung
Anna lebt allein mit ihrem Hund Manu in einer kleinen Wohnung. Während ihrer Arbeitszeit in einem großen Möbelgeschäft wartet der Hund im Auto, doch sie sorgt sich um ihn. Manu ist Annas Lebensinhalt. Sie liest ihm vor, spricht mit ihm – menschliche Freunde hat sie nicht. Ihr soziales Umfeld besteht aus ihren Arbeitskollegen und gelegentlichen Telefonaten mit ihrer Mutter. Über ihren Hund bekommt Anna Kontakt zu ihren Nachbarn, Sofia und Stathis, einem Ehepaar mit zwei Kindern.
Schließlich wird Manu krank und stirbt kurz darauf.
In einer nächtlichen Aktion bittet Anna ihre Nachbarin Sofia, Manu auf deren Grundstück beerdigen zu dürfen. Dadurch entsteht eine emotionale Bindung zu den Nachbarn. Die auf den Tod des Hundes folgende Leere in ihrem Leben kann Anna nicht kompensieren. So schläft sie im Auto vor Manus Grab. Sofia versucht, Anna zu trösten.
Letztlich drängt sich Anna in ihrer Einsamkeit in das Leben der Nachbarsfamilie. Sie konstruiert Vorwände für Besuche. Die freundschaftliche Anteilnahme von Sofia und Stathis wandelt sich in Duldung und schlägt schließlich in Ablehnung um. Die Situation eskaliert, als Anna mit den Kindern der Nachbarn ohne deren Wissen einen Ausflug unternimmt. Sie droht den Bezug zur Realität zu verlieren.
Gegen Ende des Filmes bricht Anna die Brücken hinter ihrem alten Leben ab, verlässt mit dem Bus die Stadt und fährt zum Meer. Sie verbringt allein eine Nacht am Strand – am Morgen läuft ihr ein streunender Hund zu.

## Hintergrund
Der Schauspieler Christos Stergioglou, der in diesem Film eine Nebenrolle als Buspassagier spielt, verkörperte eine Hauptrolle in dem griechischen Filmdrama Dogtooth.

## Rezeption
Im Programmtext zur Ausstrahlung auf arte wird beschrieben: „Als Manu plötzlich stirbt, zerfällt Annas kleines Universum in Stücke, sie verliert die Kontrolle über ihr Leben.“
Das ZDF schreibt im Pressetext zu dem vom Sender mitproduzierten Film: „Mit September – Alles hat seine Zeit ist Regisseurin Penny Panayotopolou ein lebenskluger, poetisch-melancholischer Spielfilm gelungen.“
TV Spielfilm fand, der Film sei  ein „einfühlsames Porträt einer einsamen Stalkerin.“

## Auszeichnungen (Auswahl)
Kora Karvouni gewann die Auszeichnung als beste Darstellerin bei den Hellenic Film Academy Awards im Jahr 2014. Zudem wurde die Produktion mehrfach international nominiert.